# ГЕС Плавінас
ГЕС Плавінас (латис. Plavinu HES) — гідроелектростанція в Латвії на річці Даугава. Займає перше місце за потужністю серед латвійських ГЕС, входить до складу даугавського каскаду, знаходячись вище за течією від ГЕС Кегумс.
Під час спорудження станції річку перекрили земляною та бетонною греблями висотою 55 метрів, в результаті чого утворилось водосховище із площею поверхні 35 км2 та об'ємом 509 млн м3 (при нормальному операційному рівні у 72 метри НРМ, при максимально припустимому 73,3 метра НРМ об'єм досягає 580 млн м3).
У машинному залі, розташованому в бетонній частині греблі під водоспуском, протягом 1965—1968 років ввели в експлуатацію десять турбін типу Френсіс потужністю по 82,5 МВт, що працюють при напорі у 40 метрів. Починаючи з 1991 року провадилась послідовна модернізація гідроагрегатів, яка збільшила потужність ГЕС до 883,5 МВт.